# Lijst van voetbalinterlands Sovjet-Unie - Spanje
Deze lijst van voetbalinterlands is een overzicht van alle officiële voetbalwedstrijden tussen de nationale teams van de Sovjet-Unie en Spanje. De landen hebben vijf keer tegen elkaar gespeeld. De eerste ontmoeting, de finale van het Europees kampioenschap voetbal 1964, werd gespeeld in Madrid op 21 juni 1964. Het laatste duel was een vriendschappelijke wedstrijd in Valencia op 19 februari 1992 toen de Sovjet-Unie was opgeheven en speelde onder de naam Gemenebest van Onafhankelijke Staten.

## Wedstrijden
| № | Plaats     | Datum            | Competitie           | Wedstrijd            | Uitslag |
| - | ---------- | ---------------- | -------------------- | -------------------- | ------- |
| 1 | Madrid     | 21 juni 1964     | EK 1964              | Spanje − Sovjet-Unie | 2 − 1   |
| 2 | Moskou     | 30 mei 1971      | EK 1972 kwalificatie | Sovjet-Unie − Spanje | 2 − 1   |
| 3 | Sevilla    | 23 oktober 1971  | EK 1972 kwalificatie | Spanje − Sovjet-Unie | 0 − 0   |
| 4 | Las Palmas | 22 januari 1986  | Vriendschappelijk    | Spanje − Sovjet-Unie | 2 − 0   |
| 5 | Valencia   | 19 februari 1992 | Vriendschappelijk    | Spanje − GOS         | 1 − 1   |

## Samenvatting
| Competitie        | Totaal gespeeld | Winst Sovjet-Unie | Gelijk | Winst Spanje | Doelsaldo Sovjet-Unie – Spanje |
| ----------------- | --------------- | ----------------- | ------ | ------------ | ------------------------------ |
| EK-eindronde      | 1               | 0                 | 0      | 1            | 1 − 2                          |
| EK-kwalificatie   | 2               | 1                 | 1      | 0            | 2 − 1                          |
| Vriendschappelijk | 2               | 0                 | 1      | 1            | 1 − 3                          |
| Totaal            | 5               | 1                 | 2      | 2            | 4 − 6                          |